# Niyazi Sel
Niyazi Sel (* 17. Juli 1908 in Istanbul; † 23. November 1980 ebenda) war ein türkischer Fußballspieler, -trainer und -funktionär. Durch seine langjährige Tätigkeit für Fenerbahçe Istanbul und als dessen Eigengewächs wird er sehr stark mit diesem Verein assoziiert und von Vereins- und Fanseiten als eine der wichtigen Persönlichkeiten der Vereinsgeschichte bezeichnet. Er war für den türkischen Fußballverband und Fenerbahçe als Vereinsfunktionär tätig.

## Spielerkarriere

### Verein
Sel durchlief die Nachwuchsabteilung von Fenerbahçe Istanbul und wurde hier im Laufe der Saison 1928/29 in den Profikader aufgenommen. Er kam in dieser Spielzeit am 19. Oktober 1928 in der Partie der İstanbul Ligi (dt. Istanbuler Liga) gegen Süleymaniye Sirkeci SK zum Einsatz und erzielte bei diesem Profidebüt zwei Tore. Da damals in der Türkei keine landesübergreifende professionelle Liga existierte, existierten stattdessen in den Ballungszentren wie Istanbul, Ankara und Izmir regionale Ligen, von denen die İstanbul Ligi (auch İstanbul Futbol Ligi genannt) als die Renommierteste galt. Im weiteren Saisonverlauf kam Sel zu sieben weiteren Ligaeinsätzen und verfehlte mit seinem Team die Istanbuler Meisterschaft mit einem Vier-Punkte-Rückstand auf den Erzrivalen Galatasaray Istanbul deutlich.
Nachfolgend war Sel bis Mitte der 1930er Jahre ein fester Bestandteil der Mannschaft. Nachdem er mit seinem Team die Istanbuler Meisterschaft der Spielzeiten 1929/30 und 1932/33 holen konnte, gehörte er auch zu jener Fenerbahçe-Mannschaft, die in den Spielzeiten 1934/35, 1935/36 und 1936/37 drei Mal aufeinanderfolgend Istanbuler Meister werden konnte. Damit zog Fenerbahçe mit dem Erzrivalen Galatasaray gleich, der als erste Verein drei aufeinander folgende Meisterschaften erreichte. Er war auch Teil jener Fenerbahçe-Mannschaft, die in der Saison 1937 aus der Millî Küme als Sieger hervorging, einer Art Meisterschaftsturnier an der die Mannschaften der drei Großstädte Istanbul, Ankara und Izmir teilnahmen.
Nach diesen erfolgreichen drei Spielzeiten blieb Sel zwar zwei weitere Spielzeiten bei Fenerbahçe, konnte jedoch mit seinem Team in diesen Spielzeiten keinen weiteren Titel holen. Im Anschluss an diese Saison 1938/39 beendete er im Alter von 31 Jahren seine Karriere.

### Nationalmannschaft
Sel begann seine Nationalmannschaftskarriere 1932 mit einem Einsatz für die türkische Nationalmannschaft im Balkan-Cup gegen die bulgarische Nationalmannschaft. Bis zum August 1937 absolvierte er vier weitere Partien und erzielte dabei ein Tor.
Mit der Türkischen Auswahl nahm Sel an den Olympischen Sommerspielen 1936 teil. Zudem nahm er mit der Nationalmannschaft am Balkan-Cup 1931 teil und wurde mit dieser Silbermedaillengewinner.

## Erfolge
Mit Fenerbahçe Istanbul
- Meister der İstanbul Futbol Ligi: 1929/30, 1932/33, 1934/35, 1935/36, 1936/37
- Meister der Millî Küme: 1937
- İstanbul-Şildi-Sieger: 1933/34, 1937/38, 1938/39
- Sieger im Ankara Stadyum Kupası: 1936

Mit der Türkischen Nationalmannschaft
- Teilnahme an den Olympischen Sommerspielen: 1936
- Zweiter des Balkan-Cups: 1931